# Regeringen-Dupong
De Regeringen-Dupong waren van 5 november 1937 tot 29 december 1953 aan de macht in het Groothertogdom Luxemburg.

## Samenstelling

### Dupong-Krier
| Persoon                                            | Persoon                                            | Ambt | Partij                                             |                                                    |                                                    |                                                    |                                                    |                                                    |
| Dupong-Krier I (5 november 1937 - 7 februari 1938) | Dupong-Krier I (5 november 1937 - 7 februari 1938) | Dupong-Krier I (5 november 1937 - 7 februari 1938)                                                          | Dupong-Krier I (5 november 1937 - 7 februari 1938) | Dupong-Krier I (5 november 1937 - 7 februari 1938) | Dupong-Krier I (5 november 1937 - 7 februari 1938) | Dupong-Krier I (5 november 1937 - 7 februari 1938) | Dupong-Krier I (5 november 1937 - 7 februari 1938) | Dupong-Krier I (5 november 1937 - 7 februari 1938) |
| -------------------------------------------------- | -------------------------------------------------- | --- | -------------------------------------------------- | -------------------------------------------------- | -------------------------------------------------- | -------------------------------------------------- | -------------------------------------------------- | -------------------------------------------------- |
|                                                    | Pierre Dupong                                      | President van de Regering, minister van Financiën en het Leger                                              | PD                                                 |                                                    |                                                    |                                                    |                                                    |                                                    |
|                                                    | Joseph Bech                                        | Minister van Buitenlandse Zaken, van Wijnbouw, Kunsten en Wetenschappen                                     | PD                                                 |                                                    |                                                    |                                                    |                                                    |                                                    |
|                                                    | Étienne Schmit                                     | Minister van Binnenlandse Zaken, Handel, Industrie en Transport (†19 december 1937)                         | PRL                                                |                                                    |                                                    |                                                    |                                                    |                                                    |
|                                                    | Nicolas Margue                                     | Minister van Onderwijs, Landbouw en Religieuze Zaken en minister van Handel, Industrie en Beroepen a.i      | PD                                                 |                                                    |                                                    |                                                    |                                                    |                                                    |
|                                                    | Pierre Krier                                       | Minister van Sociale Voorzieningen en Arbeid                                                                | LSAP                                               |                                                    |                                                    |                                                    |                                                    |                                                    |
|                                                    | René Blum                                          | Minister van Justitie en Openbare Werken                                                                    | LSAP                                               |                                                    |                                                    |                                                    |                                                    |                                                    |
| Dupong-Krier II (7 februari 1938 - 6 april 1940)   |                                                    | |                                                    |                                                    |                                                    |                                                    |                                                    |                                                    |
|                                                    | Pierre Dupong                                      | President van de Regering, minister van Financiën en het Leger                                              | PD                                                 |                                                    |                                                    |                                                    |                                                    |                                                    |
|                                                    | Joseph Bech                                        | Minister van Buitenlandse Zaken, Wijnbouw, Kunten en Wetenschappen en minister van Binnenlandse Zaken a.i.  | PD                                                 |                                                    |                                                    |                                                    |                                                    |                                                    |
|                                                    | Nicolas Margue                                     | Minister van Onderwijs, Landbouw en Religieuze Zaken en minister van Handel, Industrie en Beroepen a.i.     | PD                                                 |                                                    |                                                    |                                                    |                                                    |                                                    |
|                                                    | Pierre Krier                                       | Minister van Sociale Voorzieningen en Arbeid                                                                | LSAP                                               |                                                    |                                                    |                                                    |                                                    |                                                    |
|                                                    | René Blum                                          | Minister van Justitie, Openbare Werken en Transport                                                         | LSAP                                               |                                                    |                                                    |                                                    |                                                    |                                                    |
| Dupong-Krier III (6 april 1940 - 10 mei 1940)      |                                                    | |                                                    |                                                    |                                                    |                                                    |                                                    |                                                    |
|                                                    | Pierre Dupong                                      | President van de Regering, minister van Financiën en het Leger                                              | PD                                                 |                                                    |                                                    |                                                    |                                                    |                                                    |
|                                                    | Joseph Bech                                        | Minister van Buitenlandse Zaken, Wijnbouw, Kunsten en Wetenschappen en minister van Binnenlandse Zaken a.i. | PD                                                 |                                                    |                                                    |                                                    |                                                    |                                                    |
|                                                    | Nicolas Margue                                     | Minister van Onderwijs, Landbouw en Religieuze Zaken en minister van Handel, Industrie en Beroepen a.i      | PD                                                 |                                                    |                                                    |                                                    |                                                    |                                                    |
|                                                    | Pierre Krier                                       | Minister van Arbeid en Sociale Voorzieningen                                                                | LSAP                                               |                                                    |                                                    |                                                    |                                                    |                                                    |
|                                                    | Victor Bodson                                      | Minister van Justitie, Openbare Werken en Transport                                                         | LSAP                                               |                                                    |                                                    |                                                    |                                                    |                                                    |

### Regering in Ballingschap
|                                                           | H.K.H. Charlotte van Luxemburg | groothertogin                                                                                               |      |
| Regering in Ballingschap (10 mei 1940 - 23 november 1944) |                                | |      |
|                                                           | Pierre Dupong                  | President van de Regering, minister van Financiën en het Leger                                              | PD   |
|                                                           | Joseph Bech                    | Minister van Buitenlandse Zaken, Wijnbouw, Kunsten en Wetenschappen en minister van Binnenlandse Zaken a.i. | PD   |
|                                                           | Pierre Krier                   | Minister van Arbeid en Sociale Voorzieningen                                                                | LSAP |
|                                                           | Victor Bodson                  | Minister van Justitie, Openbare Werken en Transport                                                         | LSAP |

### Bevrijdingsregering
|                                                           | H.K.H. Charlotte van Luxemburg | groothertogin                                                      |            |
| Bevrijdingsregering I (23 november 1944 - 21 april 1945)  |                                |                                                                    |            |
|                                                           | Pierre Dupong                  | President van de Regering, minister van Financiën en het Leger     | CSV        |
|                                                           | Joseph Bech                    | Minister van Buitenlandse Zaken en Wijnbouw                        | CSV        |
|                                                           | Pierre Krier                   | Minister van Arbeid en Sociale Voorzieningen                       | LSAP       |
|                                                           | Victor Bodson                  | Minister van Justitie en Transport                                 | LSAP       |
|                                                           | Pierre Frieden                 | Minister van Onderwijs, Religieuze Zaken, Kunsten en Wetenschappen | CSV        |
|                                                           | Robert Als                     | Minister van Binnenlandse Zaken en Wederopbouw                     | partijloos |
|                                                           | Guillaume Konsbruck            | Minister van Landbouw, Handel, Industrie en Beroepen               | partijloos |
| Bevrijdingsregering II (21 april 1945 - 14 november 1945) |                                |                                                                    |            |
|                                                           | Pierre Dupong                  | President van de Regering, minister van Financiën en het Leger     | CSV        |
|                                                           | Joseph Bech                    | Minister van Buitenlandse Zaken en Wijnbouw                        | CSV        |
|                                                           | Pierre Krier                   | Minister van Arbeid en Sociale Voorzieningen                       | LSAP       |
|                                                           | Nicolas Margue                 | Minister van Landbouw                                              | CSV        |
|                                                           | Victor Bodson                  | Minister van Justitie en Transport                                 | LSAP       |
|                                                           | Pierre Frieden                 | Minister van Onderwijs, Religieuze Zaken, Kunsten en Wetenschappen | CSV        |
|                                                           | Robert Als                     | Minister van Binnenlandse Zaken                                    | partijloos |
|                                                           | Guillaume Konsbruck            | Minister van Economische Zaken en Brandstoffen                     | partijloos |

### Regering van Nationale Unie
|                                                        | H.K.H. Charlotte van Luxemburg        | groothertogin |            |
| Nationale Unie I (14 november 1945 - 29 augustus 1946) |                                       | |            |
|                                                        | Pierre Dupong                         | President van de Regering, minister van Financiën en het Leger                                                               | CSV        |
|                                                        | Joseph Bech                           | Minister van Buitenlandse Zaken en Wijnbouw                                                                                  | CSV        |
|                                                        | Pierre Krier                          | Minister van Arbeid, Sociale Voorzieningen en Mijnbouw                                                                       | LSAP       |
|                                                        | Nicolas Margue                        | Minister van Onderwijs, Religieuze Zaken, Kunsten, Wetenschappen en Landbouw                                                 | CSV        |
|                                                        | Victor Bodson                         | Minister van Justitie, Transport en Openbare Werken                                                                          | LSAP       |
|                                                        | Guillaume Konsbruck                   | Minister van Brandstof en Economische Zaken                                                                                  | partijloos |
|                                                        | Eugène Schaus                         | Minister van Binnenlandse Zaken en Oorlogsschade                                                                             | GD         |
|                                                        | Charles Marx (†16 juni 1946)          | Minister van Sociale Hulp en Volksgezondheid                                                                                 | KPL        |
|                                                        | Dominique Urbany (sinds 16 juni 1946) | Minister van Sociale Hulp en Volksgezondheid                                                                                 | KPL        |
| Nationale Unie II (29 augustus 1946 - 1 maart 1947)    |                                       | |            |
|                                                        | Pierre Dupong                         | President van de Regering, minister van Financiën en het Leger                                                               | CSV        |
|                                                        | Joseph Bech                           | Minister van Buitenlandse Zaken en Wijnbouw                                                                                  | CSV        |
|                                                        | Pierre Krier (†20 januari 1947)       | Minister van Arbeid, Sociale Voorzieningen en Mijnbouw                                                                       | LSAP       |
|                                                        | Nicolas Margue                        | Minister van Onderwijs, Religieuze Zaken, Kunsten, Wetenschappen en Landbouw                                                 | CSV        |
|                                                        | Victor Bodson                         | Minister van Justitie, Transport, Openbare Werken, (sinds 20 januari 1947 tevens:) Arbeid, Sociale Voorzieningen en Mijnbouw | LSAP       |
|                                                        | Eugène Schaus                         | Minister van Binnenlandse Zaken en Oorlogsschade                                                                             | GD         |
|                                                        | Dominique Urbany                      | Minister van Sociale Hulp en Volksgezondheid                                                                                 | KPL        |
|                                                        | Lambert Schaus                        | Minister van Brandstof en Economische Zaken                                                                                  | CSV        |

### Regering-Dupong-Schaus
|                                            | H.K.H. Charlotte van Luxemburg | groothertogin                                                                                    |     |
| Dupong-Bodson (1 maart 1947 - 6 juni 1948) |                                |                                                                                                  |     |
|                                            | Pierre Dupong                  | President van de Regering, minister van Financiën, Arbeid, Sociale Voorzieningen en Sociale Hulp | CSV |
|                                            | Joseph Bech                    | Minister van Buitenlandse Zaken, Buitenlandse Handel en Wijnbouw                                 | CSV |
|                                            | Nicolas Margue                 | Minister van Onderwijs, Religieuze Zaken, Kunsten, Wetenschappen en Landbouw                     | CSV |
|                                            | Eugène Schaus                  | Minister van Justitie en Binnenlandse Zaken                                                      | GD  |
|                                            | Lambert Schaus                 | Minister van Brandstof en Economische Zaken                                                      | CSV |
|                                            | Alphonse Osch                  | Minister van Volksgezondheid en Oorlogsschade                                                    | GD  |
|                                            | Robert Schaffner               | Minister van Openbare Werken en Transport                                                        | GD  |

### Regering-Dupong-Schaus-Bodson
|                                                | H.K.H. Charlotte van Luxemburg          | groothertogin |      |
| Dupong-Schaus (14 juli 1948 - 3 juli 1951)     |                                         | |      |
|                                                | Pierre Dupong                           | President van de Regering, minister van Financiën, Arbeid, Sociale Voorzieningen, Industrie en het Leger                      | CSV  |
|                                                | Joseph Bech                             | Minister van Buitenlandse Zaken, Buitenlandse Handel en Wijnbouw                                                              | CSV  |
|                                                | Eugène Schaus                           | Minister van Justitie en Binnenlandse Zaken                                                                                   | GD   |
|                                                | Alphonse Osch                           | Minister van Volksgezondheid en Oorlogsschade                                                                                 | GD   |
|                                                | Robert Schaffner                        | Minister van Openbare Werken en Transport                                                                                     | GD   |
|                                                | Pierre Frieden                          | Minister van Onderwijs, Religieuze Zaken, Kunsten, Wetenschappen en Sociale Hulp                                              | CSV  |
|                                                | Aloyse Hentgen (tot 2 september 1950)   | Minister van Economische Zaken en Landbouw                                                                                    | CSV  |
|                                                | François Simon (sinds 2 september 1950) | Minister van Economische Zaken en Landbouw                                                                                    | CSV  |
| Dupong-Bodson (3 juli 1951 - 29 december 1953) |                                         | |      |
|                                                | Pierre Dupong                           | President van de Regering, minister van Financiën, Landbouw en Oorlogsschade                                                  | CSV  |
|                                                | Joseph Bech                             | Minister van Buitenlandse Zaken, Buitenlandse Handel, Leger en Wijnbouw                                                       | CSV  |
|                                                | Pierre Frieden                          | Minister van Onderwijs, Bevolking en Familie, Binnenlandse Zaken, Volksgezondheid, Religieuze Zaken, Kunsten en Wetenschappen | CSV  |
|                                                | Victor Bodson                           | Minister van Justitie, Openbare Werken en Transport                                                                           | LSAP |
|                                                | Nic Biever                              | Minister van Arbeid, Sociale Voorzieningen, Industrie en Sociale Hulp                                                         | LSAP |
|                                                | Michel Rasquin                          | Minister van Economische Zaken en Wederopbouw                                                                                 | LSAP |

## Voetnoten
1. ↑  Gesitueerd in Canada (Montreal)

De la Fontaine · Willmar · Simons · De Tornaco · Servais · De Blochausen · Thilges · Eyschen · Mongenast · Loutsch · Thorn · Kauffman · Reuter · Prüm · Bech · Dupong-Krier · Regering in ballingschap · Bevrijdingsregering · Regering van Nationale Unie · Dupong-Schaus · Dupong-Bodson · Bech-Bodson · Frieden · Werner-Schaus I · Werner-Cravatte · Werner Schaus II · Thorn-Vouel-Berg · Werner-Thorn-Flesch · Santer-Poos I · Santer-Poos II · Santer-Poos III · Juncker-Poos · Juncker-Polfer · Juncker-Asselborn I · Juncker-Asselborn II · Bettel-Schneider I · Bettel-Schneider II · Frieden-Bettel